# John Tjerneld
John Otto Tjerneld, född 9 februari 1869 i Hedvig Eleonora församling i Stockholm, död 6 november 1935 i Engelbrekts församling i Stockholm, var en svensk jurist.
John Tjerneld var son till bankdirektören Lorentz Tjerneld och Märta Nycander samt dotterson till Marie-Louise af Forsell. Efter akademiska studier blev han juris kandidat vid Uppsala universitet 1892 och var vice auditör vid Värmlands regemente 1893–1900. Han anställdes hos Nycander & Fahlcrantz 1894, var delägare i advokatfirman Nycander & Tjerneld 1896–1902 och i Tjerneld & Morssing från 1903.
Tjerneld var sekreterare i Sveriges advokatsamfund 1897–1920 och i Sveriges verkstadsförenings överstyrelse från bildandet 1902. Han var juridiskt ombud för Stockholms köpmannaförening från 1899 och för AB Stockholmssystemet från 1913 samt ekonomichef för Sturebadet 1917.
Han gifte sig 1905 med Frida Ahlström (1878–1954), dotter till länsmannen Alexander Ahlström och Viva Roos. De fick dottern Britken (Devignes) Malmros (1906–1982) och sonen Staffan Tjerneld (1910–1989) samt adoptivsonen Håkan Tjerneld (1910–1948). En sondotter är Anna-Clara Tidholm. John Tjerneld är begravd i familjegrav på Norra begravningsplatsen i Solna.